# Стара Перітія
40°45′48″ пн. ш. 19°52′31″ сх. д. / 40.76333° пн. ш. 19.87528° сх. д.
Село Стара Перітія (грец. Παλιά Περίθεια), або Перітія (грец. Περίθεια) - грецьке село, засноване в середині  XIV століття на острові Керкіра (Корфу) та розташоване на висоті понад 440 метрів над рівнем моря на північ від гори Пантократор.

## Історія
Поселення на місці села існувало з VII століття до нашої ери і село вважається найдавнішим на острові. Воно є найбільш  історично збереженим, оскільки після розвитку туризму на острові з 60-х років XX століття практично всі місцеві жителі перебралися в низовини ближче до туристичних курортів.
Село сформувалося як міце захисту від піратських набігів у візантійський період. Основою життя понад 1200 людей, які колись мешкали в селі було скотарство (вирощування овець), вирощування винограду, оливок та бобових, виробництво оливкової олії та постачання дубів, які росли навколо  села для будівництва венеційських  кораблів.
Піратські набіги тривали до кінця XIX століття. Мешканці села купляли земельні ділянки в прибережній зоні та оброляли їх цілий день, а щоночі поверталися до села. Після припинення піратських набігів люди почали переїжджати до узбережжя острова. При цьому будувалися нові маєтки на узбережжі та до кінця  40-х років XX століття село використовувалось як сезонний прихисток від укусів комарів, які несли загрозу малярії. Починаючи з 50-х років мешканці села в основному проводили в ньому лише літні місяці.
Коли туризм на острові почав процвітати, все більше людей покинули Стару Перітію щоб знайти роботу на узбережжі, особливо в селищі Кассіопі, розташованому поблизу. В селі зилишались лише кілька людей похилого віку, які піклувалися про землю, худобу та будинки. При цьому обезлюднення села також пояснюється знеціненням оливкової олії, яка була основним сільськогосподарським продуктом місцевих жителів.
Відповідно до переписів в селі спостерігається така динаміка населення: 1907 рік - 1052; 1928 - 583 жителі; 1940 - 684; 1951 - 72; 1961 - 27; 1971 - 10; 1981 - 12; 1991 - 40; 2001 - 44; 2011 - 3.
Жителі села окрім власних восьми церков допомагали в побудові монастиря на горі Пантократор поблизу.

## Сучасність
Село складається з близько 130 будинків, у тому числі громадських будівель, побудованих у венеційському стилі, багато з яких зруйновані, вулиць мощених бруківкою. В селі є вісім церков, у т.ч. церква, присвячена Святому Миколаю, церква Святого Спиридона, церква Страсної п'ятниці, церква Святого Якова Перського. В селі є п'ять таверн, які діють в туристичний період та готель. В частині будинків залишилися меблі та посуд горщики, каструлі).
Міністерство культури Греції та Департамент археології Керкіри вважають село "Визначним об'єктом спадщини з досконалою архітектурою, який потребує спеціального громадського захисту". Власники місцевого готелю англо-голландське подружжя Марка Хендріксена та Саскії Бош купили місцеву будівлю дому купецтва у 2009 році та розбудували її у 2010 році відкривши готель.
У відновленні будівлі їм допомагало Археологічне товариство Керкіри. Також були завезені меблі з Криту для відтворення інтер'єру XVII століття. Вони також допомагали місцевим жителям відновлювати благоустій села та його будівлі.